# Серце виказало (мультфільм)
Серце виказало (англ. The Tell-Tale Heart) — американський мультфільм 1953 року по однойменній розповіді (1843) Едгара Аллана По. Номінант на «Оскар» у 1954 році. Перший у історії мультфільм, якому British Board of Film Classification було присвоєно рейтинг Х (тільки для дорослих). У 1994 рокові зайняв 24 місце у списку 50 найвизначніших мультфільмів. У 2001 році був включений у Національний реєстр фільмів.

## Сюжет
Сюжет мультфільму повністю відповідає сюжету оригінальної розповіді. Оповідачем за кадром виступив Джеймс Мейсон. Вся дія також показана «очима оповідача».
Оповідач, людина з неврівноваженою психікою, живе в одному будинку зі стариком. У того око закрите більмом і це дуже дратує оповідача. Через це одного разу він вбиває старого і ховає труп під підлогу. Незабаром в будинку з'являється поліція: хтось почув крики з будинку. Всі разом вони оглядають кімнати, але не знаходять нічого підозрілого. Однак оповідачеві починає здаватися, що він все голосніше і голосніше чує з-під підлоги стукіт серця убитого ним старого. Психіка вбивці не витримує і він зізнається у скоєному. Його садять до в'язниці.

## Цікаві факти
- Спочатку мультфільм знімався в 3-D форматі, але пізніше було вирішено залишити його двомірним.
- У 1954 році мультфільм номінувався на «Оскар» в категорії «Кращий анімаційний короткометражний фільм», але програв мультфільму «Гудіння, свист, дзвін і гул» (Toot, Whistle, Plunk and Boom), який займає 29 місце в уже згадуваному списку 50 найвизначніших мультфільмів.